# WASP-43 b
WASP-43 b — экзопланета, вращающаяся вокруг оранжевого карлика WASP-43. Открыт с помощью транзитного метода SuperWASP в 2011 году.

## Параметры орбиты
WASP-43 b обладает самой тесной орбитой среди горячих юпитеров. Большая полуось орбиты — 0,014 а. е. (2 млн км или 5 радиусов материнской звезды). Столь же малое значение большой полуоси имеет лишь одна экзопланета — сверхземля GJ 1214 b. Планета совершает оборот вокруг WASP-43 за 0,813475 ± 0,000001 земных суток (19 часов 31 минуту 24 секунды).
Известна только одна планета, чей орбитальный период ещё короче — это горячий гигант WASP-19 b. Однако большая полуось орбиты у WASP-19 b больше — 0,01655 ± 0,00013 а. е.

## Физические характеристики
Родительская звезда WASP-43 — самая маломассивная звезда из всех, около которых вообще были обнаружены горячие гиганты.
Масса WASP-43 b составляет 1,78 ± 0,1 массы Юпитера, радиус — 0,93 +0,07/−0,09 радиуса Юпитера. Средняя плотность 2,94 +0,97/−0,55 г/см³. Вторая космическая скорость — около 83 км/с. Температуру на поверхности WASP-43 b оценивают в 1370 ± 70 К.